# Consello d'a Fabla Aragonesa
Consello d'a Fabla Aragonesa és una associació creada a Saragossa el 1976 i reconeguda legalment el 1978 amb la finalitat de defensar, promocionar i estendre l'aragonès en tots els seus aspectes: història, literatura, gramàtica, lèxic, toponímia, folklore, consideració social i legal, pedagogia, didàctica, etc., amb especial èmfasi en l'estudi, protecció i desenvolupament de totes les seves variants locals i comarcals, les quals són la base de l'aragonès comú o estàndard. Les activitats del Consello es basen en tres principis: 
1. Actitud respectuosa a la realitat trilingüe d'Aragó.
2. No adscripció col·lectiva a cap associació política, sindical o religiosa.
3. Llibertat ideològica de les persones que el formen.

Els òrgans de govern del Consello són l'Assemblea General (Asambleya Cheneral) de consellers i la Junta Directiva (Chunta Direutiba), la composició de la qual i atribucions estan reglats en les Ordinazions d'o Consello. El president actual (des de 2004) és Chusé Inazio Nabarro i vicepresident Rafel Vidaller Tricas. Des de la seva creació, el Consello ha treballat en la dignificació de l'aragonès, contribuint a crear un estat d'opinió favorable entorn d'aquesta petita llengua romanç i difonent el seu coneixement a través de diverses publicacions, com Fuellas. És de fet l'associació de referència de la llengua aragonesa dintre d'Aragó, sent l'òrgan de consulta obligat per part de les institucions en qüestions de normalització de l'aragonès.
S'ha encarregat de l'edició del Diccionario Aragonés, de Rafael Andolz, i de la Gramática de la lengua aragonesa, de Francho Nagore Laín (primer president del Consello) el 1977, i de la celebració a Osca el 1987 del I Congreso ta ra normalización de l'aragonès. El 1998 inicià els Cursez Internazionals d'estiu de lengua aragonesa i el 1999 va crear la Beca de rechira lesicografica Mosen Rafael Andolz Canela.

## Fuellas
Fuellas d'informazión d'o Consello d'a Fabla Aragonesa o Fuellas (fulles en aragonès) és la primera i més veterana revista realitzada completament en aragonès. Des de 1980 és de publicació bimestral, amb aproximadament entre 30 i 44 pàgines per nombre. La seva directora és, des 2014, la periodista d'Osca Amaya Gállego Lamarca.
Se centra en la informació d'actualitat sobre l'aragonès i la cultura realitzada en aragonès: literatura, mostres, publicacions, política lingüística, textos populars, activitats, etc. Admet recensions d'altres publicacions, textos curts de creació literària i alguns treballs d'investigació que se centrin en el lèxic, la gramàtica o altres aspectes de l'aragonès.

## Luenga & Fablas
Luenga & Fablas és una publicació anual científica de filologia aragonesa i en aragonès editada des de 1997 a Osca (Aragó), amb estudis d'investigacions, treballs i documentació sobre l'aragonès i la seva literatura. Sol tenir 200 pàgines. Hi ha diferents apartats: Treballos e rechiras, Creyazión literaria, Decumentazión y Rezensions. Al número 10 (2006) es recullen els índexs dels treballs publicats en els deu primers nombres. El seu director és el filòleg Francho Nagore.